# Taylorsville (Missisipi)
Taylorsville – miasto w Stanach Zjednoczonych, w stanie Missisipi, w hrabstwie Smith.